# Office international d’hygiène publique
Das Office international d’hygiène publique (OIHP) war eine im Jahr 1907 gegründete internationale Gesundheitsorganisation. Später ging es in der Weltgesundheitsorganisation auf.

## Geschichte
Im Jahr 1851 erfolgte als Folge von Choleraausbrüchen die erste übergreifende Gesundheitskonferenz mehrerer europäischer Staaten. Ähnliche Konferenzen, zunehmend auch mit interkontinentaler Beteiligung, wiederholten sich in den folgenden Jahrzehnten. Zur Koordination weiterer dieser Zusammenkünfte wurde am 9. Dezember 1907 in Paris ein internationales Übereinkommen zur Gründung des Office international d’hygiène publique getroffen. Paris war fortan auch der Sitz der Organisation.
Die Aufgaben weiteten sich schnell aus. So arbeitete das OIHP internationale Regeln zur Quarantäne von Schiffen und Häfen aus, um die Ausbreitung von Seuchen zu bekämpfen, und sammelte Daten zu Krankheitsausbrüchen, die Einfluss auf den Seehandel hatten. Zudem diente es als Plattform zur Ausarbeitung weiterer länderübergreifender Gesundheitsabkommen.
Mit einem am 22. Juli 1946 unterzeichneten Protokoll wurde das OIHP aufgelöst. Seine epidemiologische Abteilung ging zum Jahresbeginn 1947 an die Interimskommission der Weltgesundheitsorganisation über.